# Islândia nos Jogos Olímpicos de Verão de 2004
A Islândia competiu nos Jogos Olímpicos de Verão de 2004, em Atenas, na Grécia.